# Esteban Pavez
Esteban Andrés Pavez Suazo (Santiago, Chile, 1 de mayo de 1990) es un jugador de fútbol profesional chileno que se desempeña como volante de contención en Colo-Colo  de la Primera División de Chile.
Vistiendo la camiseta de Colo-Colo, equipo donde fue formado como futbolista, se ha coronado campeón de los torneos Clausura 2009, Clausura 2014 y Apertura 2015, además de la Copa Chile 2016, siendo pieza fundamental en la obtención de los últimos tres títulos mencionados.

## Trayectoria

### Inicios
Fue integrante de las divisiones inferiores de Cobreloa, en donde se coronó campeón del campeonato "fútbol joven" en la categoría Sub-15, llegando a participar con el plantel de honor del club loíno el 2007 junto a Nicolás Leiva. Tras esto, se integró a las divisiones menores de Colo-Colo. Fue ascendido al primer equipo el año 2009 por el técnico Marcelo Barticciotto, desde las divisiones menores Colo-Colo donde salió campeón Sub-18 el año 2008.

### Colo-Colo
Su debut como profesional fue el 22 de enero del 2009 en una derrota por 3-0 contra Universidad Católica por la Copa Entel 2009 donde jugó solo el primer tiempo. Luego el 24 de enero en Concepción jugó los últimos 2 minutos tras reemplazar a Lucas Barrios en el triunfo por 1-0 frente al archirrival Universidad de Chile, siendo este en calidad de amistoso. Fue citado al partido contra Newell's Old Boys por la Noche Alba pero no ingresó. El irregular rendimiento de Colo-Colo durante el Apertura 2009 le dio mayores opciones de jugar. Su debut en el torneo lo realizó el 18 de marzo frente a O'Higgins en el empate a 1, reemplazando en el descanso a Daúd Gazale. Bajo la dirección técnica de Gualberto Jara disputó 5 partidos más en el torneo, donde no lograron clasificar a los Play-Offs.
En el segundo semestre con la llegada de Hugo Tocalli como director técnico, Pavez en el torneo solo disputó unos minutos en la victoria por 2-0 de visita frente a Huachipato. A pesar de esto, fue parte del equipo que se consagró campeón del Clausura 2009 tras vencer en la final a Universidad Católica.

### Rangers
Iniciando el 2010, fue cedido a préstamo a Rangers  de la Primera B de Chile. Su primer partido en el cuadro talquino  fue el 30 de enero en la primera fecha del Campeonato Nacional 2010 contra Unión Temuco, Partido en el cual ingresó a los 87 minutos por José Pedrozo y que fue ganado de visita por 1-0. La semana siguiente ingresó a los 70 minutos por Mariano Celasco en el empate a 1 frente a Naval. Sin embargo el DT Rubén Vallejos no lo hizo jugar más durante las siguientes fechas y el equipo tuvo un rendimiento irregular, quedando penúltimo en la Zona Sur con 15 puntos.

### San Marcos de Arica
En julio, regresó al cuadro popular. Sin embargo, el director técnico Diego Cagna no utilizó a Pavez ni en la Copa Sudamericana 2010 ni el Torneo Nacional 2010. En dicho torneo, Colo-Colo perdió el Campeonato durante las últimas fechas, tras finalizar en segundo lugar detrás de Universidad Católica. El año 2011 parte a préstamo al club San Marcos de Arica de la Primera B. En el Apertura 2011, Pavez fue titular constantemente en el equipo dirigido por Hernán Ibarra. A pesar de la llegada de Luis Marcoleta a la banca ariqueña, Pavez se mantuvo en el once inicial y disputó 16 partidos en el Torneo. En la última fecha del torneo disputada el 3 de julio, Pavez anotó en la goleada de visitante por 4-1 frente a Deportes Copiapó.
En el primer partido del equipo en la Copa Chile 2011 el 8 de junio, Pavez anotó los 2 goles con que San Marcos de Arica empató contra Pozo Almonte. En el Clausura 2011, Pavez siguió siendo titular y disputó 13 partidos en el Torneo, pero San Marcos de Arica no logró ascender a Primera División al quedar décimo en la Tabla Anual

### Unión Temuco
El año 2012 no logra convencer al DT Ivo Basay en Colo-Colo y tuvo que partir nuevamente a préstamo, esta vez a Unión Temuco. Logra de inmediato consagrarse como titular en la oncena del DT Cristián Mora, destacando además por su polifuncionalidad. En el Apertura 2012 disputó 15 partidos, siendo 14 de titular en la campaña que dejó a Unión Temuco en el séptimo lugar de la tabla. Con el nuevo director técnico Hernán Lisi en la banca, se convertiría en inamovible de su esquema. El 17 de octubre en un partido por la Copa Chile 2012-13 frente a Iberia, anotó 1 gol en la goleada por 5-2.
En el Clausura 2012, Unión Temuco terminó en la novena posición, disputando 14 partidos y anotando 2 goles: El 7 de julio en la victoria de visita por 2-0 frente a Deportes Puerto Montt y el 21 de octubre frente a Naval en el partido ganado de visita por 3-2.

### Segunda etapa en Colo Colo
Para el 2013 es considerado por el director técnico Omar Labruna en Colo-Colo, quedándose en el cuadro albo. El 3 de febrero de 2013 en un partido válido por la segunda fecha del Torneo Transición 2013 logra su primer gol en el primer equipo ante Unión La Calera con un potente disparo desde fuera del área, partido que acabó 2-0 a favor del cuadro albo. El 12 de mayo, anotó de cabezazo el descuento en la derrota por 1-2 frente a O'Higgins. La campaña del equipo fue irregular, quedando en el décimo lugar. Pavez en el Campeonato disputó 13 partidos. El 16 de mayo de 2013 renovó su contrato con Colo Colo hasta mediados de 2016.

#### Temporada 2013/14
Para el segundo semestre del mismo año bajo el mando de Gustavo Benítez logra consolidarse como titular indiscutido tras la partida del argentino Fernando de la Fuente, siendo una pieza clave en la oncena titular. El 31 de julio y el 7 de agosto fue la figura de ambos partidos frente a El Tanque Sisley, válidos por la primera ronda de la Copa Sudamericana 2013, con resultados 1-0 y 2-0 respectivamente a favor de Colo-Colo. El 14 de septiembre en un partido por el Apertura 2013, anotó en la goleada por 3-0 frente a su exequipo Rangers. Debido a la irregular campaña, de manera interina asumió en la banca Hector Tapia. Esto no fue impedimento para que siguiera mostrando un buen nivel en el mediocampo, haciendo dupla con el mundialista Sub-20 Claudio Baeza. El 10 de noviembre por el Torneo de Apertura, convierte el primer gol del encuentro frente a Universidad de Chile, asistiendo además a Felipe Flores para que marcase el 3-2 final del clásico del fútbol chileno. Colo-Colo terminó en el octavo lugar del Campeonato, disputando todos los partidos, anotando 2 goles.
Para el Clausura 2014 haría dupla en mediocampo con Jaime Valdés. El 6 de abril de 2014 se jugaba el clásico del fútbol chileno Colo Colo enfrentaba a la "U" en el Estadio Nacional en un partido durísimo los albos vencerían por 1-0 con autogol de Roberto Cereceda. El 13 de abril Colo Colo tenía que vencer a Santiago Wanderers para coronarse campeón del Clausura 2014 y bajar la tan ansiada Estrella 30, y los albos vencerían por 1-0 con gol de Felipe Flores y así logrando poner fin a 4 años y 7 torneos de frustración, Pavez fue una de las figuras de Colo-Colo en aquel torneo. Jugaría todos los partidos del Clausura 2014 sin marcar goles, pero fue pieza inamovible del mediocampo del equipo de Hector Tapia.

#### Temporada 2014/15
El 17 de agosto de 2014 marcaría su primer gol del año ante Unión Española por el Apertura 2014 en un partido trabajado. El 14 de septiembre marcaría su segundo gol en el Apertura 2014 ante Palestino en la victoria alba por 3-1. El 19 de octubre se jugaba el clásico del fútbol chileno, Colo Colo enfrentaba en el Estadio Monumental a la Universidad de Chile, el cacique doblegaría a la U por 2-0 con goles de Esteban Paredes y Jean Beausejour, Pavez jugó todo el encuentro y tuvo una buena labor conteniendo a los volantes ofensivos de la U. Finalmente Colo Colo no ganaría ese torneo y terminaría tercero a 3 puntos del campeón la U. Jugó 16 partidos en el Apertura 2014 y anotó 2 goles, por Copa Chile jugó los 6 encuentros del popular.
El 1 de febrero de 2015 marcó su primer gol en el Clausura 2015 ante O'Higgins en la victoria de los albos por 2-0, el 4 de febrero anotaría su segundo gol en el Clausura ante Unión Española triunfo albo por 3-1, el 18 de febrero el ex Deportes Temuco debutaría en la Copa Libertadores de América ante Atlético Mineiro en el Estadio Monumental en casa Colo Colo vencería por 2-0 con goles de Paredes y Flores. El 14 de marzo se jugaba el derbi N°170 del clásico del fútbol chileno entre albos y azules, en un estadio Nacional repleto Colo Colo vencería en el último minuto con gol Esteban Paredes a la U por 2-1 y siguiendo con opciones de lograr el campeonato. En tanto por Copa Libertadores 2015 Colo Colo quedaría eliminado en la última fecha ante Atlético Mineiro en Brasil por 2-0, y en el Torneo Nacional terminaría segundo detrás de Cobresal (Campeón por primera vez del fútbol chileno). Jugó 15 partidos en el Clausura 2015 y anotó 2 goles y por la Copa Libertadores 2015 jugó 4 encuentros.

#### Temporada 2015/16
El 9 de agosto de 2015, marcó su primer gol en el Apertura 2015 ante Audax Italiano en la goleada por 4-1 para los dirigidos por José Luis Sierra. Siete días más tarde, volvería a marcar un gol por el Campeonato Nacional, esta vez en la dramática victoria por 3-2 ante Cobresal en el Estadio El Cobre de El Salvador. El 4 de octubre se jugó el clásico ante la Universidad Católica por la octava fecha del Apertura y fue expulsado a los 56 minutos por escupir a Marco Medel (exjugador albo). Finalmente, Colo-Colo perdió el partido por 2-1 y Pavez recibió seis fechas de castigo por el incidente, perdiéndose gran parte del Apertura 2015 y el Superclásico ante Universidad de Chile, volviendo en la última fecha, contra Santiago Wanderers. El 2 de diciembre, el cuadro albo jugó la final de la Copa Chile 2015 ante la "U". Los equipos empataron 1-1 en los 90' y, en definición a penales, el conjunto universitario se coronó campeón, venciendo 5 a 3.
El 11 de enero de 2016, se jugó el último partido del Apertura 2015 ante Santiago Wanderers, compromiso que se disputó 36 días después de la "batalla campal" entre los "Panzers" y la "Garra Blanca". En lo futbolístico, los albos perdieron 2-1, pero, de todos modos, se coronaron campeón del fútbol chileno, obteniendo la estrella número 31 en la historia del club, tras la derrota de la UC por 1-0 ante Audax Italiano. Disputó 9 partidos por el Apertura 2015 y marcó dos tantos, mientras que por la Copa Chile 2015 jugó 13 encuentros sin poder convertir. El 18 de febrero de 2016 Colo Colo enfrentaba a Independiente del Valle en Sangolqui (Ecuador), albos y aurinegros empatarían 1-1 por la Copa Libertadores 2016 en el debut de los albos en la copa. El 20 de marzo se jugaba una versión del clásico del fútbol chileno, Colo Colo empataría 0-0 frente a la Universidad de Chile en uno de los clásicos más aburridos de los últimos años (Colo-Colo jugó sin Jaime Valdés y Esteban Paredes).
El 10 de abril Pavez sufrió una nueva expulsión, en la derrota de albos por un contundente 3-0 ante O'Higgins quedando casi sin opciones al título y además tras una falta sobre Ramón Fernández, recibiendo 2 fechas de suspensión y al igual que el Torneo anterior volviendo hasta la última fecha, el 14 de abril Colo-Colo volvería a quedar eliminado en fase de grupos de Libertadores al empatar 0-0 ante Independiente del Valle en el Monumental, el 30 de abril se jugaba la última fecha del Clausura 2016 Colo Colo necesitaba vencer a Wanderers y esperar que O'Higgins y Católica no ganen, algo que si paso pero no se dieron los resultados, el cacique venció por 2-1, Pavez saldría reemplazado al minuto 87 por Juan Delgado (quien marcaría el gol del triunfo). Disputó 13 partidos por el Clausura 2016 y por la Copa Libertadores de América jugó los 6 encuentros del popular y terminaron segundos en el torneo tras el campeón Universidad Católica (que volvió a ganar un torneo nacional después de 6 años).

#### Temporada 2016/17
Antes del inicio de la temporada 2016-17 quedó como agente libre y tras una rápida jugada de Blanco y Negro donde le ofrecieron un nuevo contrato, renovó por dos años más hasta 2018 quedó habilitado para jugar el duelo de vuelta de la Copa Chile 2016 ante Ñublense. El 2 de octubre de 2016 se jugaba el clásico del fútbol chileno en un Estadio Monumental repleto, el Colo-Colo de Pablo Guede necesitaba ganar para empezar a eliminar los fantasmas. y lo lograron, contundente victoria del cacique por 2-0 (Goles de. Rodríguez y Barroso) y además aumentaron a 16 años sin conocer derrotas ante el archirrival en el Monumental.
El 24 de noviembre se jugó la semifinal de ida por la Copa Chile 2016 entre Universidad Católica y Colo-Colo en el estadio San CArlos de Apoquindo. En dicho partido, existió un entrevero en Pávez y Diego Buonanotte, en el cual Pávez insultó sistemáticamente al jugador cruzado, recordándole el accidente automovilístico que sufrió el año 2009 en el que fallecieron los tres amigos que acompañaban en el vehículo a Buonanotte. Dicho hecho fue recriminado por los capitanes del conjunto albo, quienes a nombre de Pávez pidieron las disculpas del caso.
El 14 de diciembre se jugaba la final de la Copa Chile 2016 entre Colo Colo y Everton en el Estadio Nacional y la victoria sería contundente, 4-0 jugando todo el partido y sumó su tercer título con Colo Colo. En el Apertura 2016 Colo Colo término quinto, la irregularidad y el nueva cambio de esquema en las primeras fechas término por pasarle le cuenta al equipo de Pablo Guede, en dicho torneo Pavez jugó 14 de 15 partidos y por Copa Chile jugó 8 partidos.
El 1 de febrero de 2017 empezaba la travesía de los albos en la Conmebol Libertadores 2017 contra Botafogo en el Estadio Olímpico Nilton Santos de Brasil por la Fase 2, a pesar del buen partido del conjunto chileno cayeron por 2-1 con goles de Airton y autogol de Pavez, Esteban Paredes descontó para la visita, la vuelta el 8 de febrero en el Estadio Monumental, chilenos y brasileños empataron 1-1 lo que marcó una nueva eliminación del cacique en el máximo torneo continental, un autogol de Emerson Silva adelanto a los locales al minuto 3, después Rodrigo Pimpão aprovechó un error entre Justo Villar y Claudio Baeza al minuto 80' para anotar el 1-1 final, en el partido de vuelta Pavez tuvo un buen cometido jugó como volante central junto a Jaime Valdés.
El 8 de abril se disputó la versión 181 del superclásico del fútbol chileno entre Colo Colo y Club Universidad de Chile, después de más de un mes sin jugar por lesión Pavez volvió a las canchas en el empate a dos goles en el Estadio Nacional de Chile por el marco de la Fecha 9 del Clausura 2017, Sebastián Ubilla y Felipe Mora marcaron para los azules mientras que Octavio Rivero anotó los dos goles albos, un superclásico que estuvo marcado por los errores de ambos equipos de los dos equipos.
El 20 de mayo, en la última fecha del Clausura 2017, los candidatos al título Colo-Colo y Universidad de Chile jugaban en simultáneo ante Cobresal y San Luis de Quillota respectivamente, en el caso de los albos debían ganar y esperar a que la "U" no venza a San Luis para poder coronarse campeón tras farrearse la opción al título tras el empate a uno con Deportes Antofagasta, finalmente el Cacique vencería por 3-1 al descendido Cobresal en el Estadio La Portada de La Serena con goles de Rivero y Paredes (2), mientras que la "U" doblegaría por 1-0 a San Luis en el Nacional con solitario gol de Felipe Mora, por ende los azules serían los campeón del Torneo de Clausura 2017 con 30 puntos, uno más que Colo-Colo. Jugó 10 partidos por el Clausura 2017, todos de titular jugando como volante de contención, mientras que por la Copa Libertadores 2017 jugó los dos encuentros de los albos en el certamen.
El 22 de junio, protagonizó un accidente automovilístico, luego de impactar un semáforo en Irrarazaval con Parque Bustamante de la comuna de Ñuñoa, con posterior huida. No fue formalizado, quedando citado por el manejo en estado de ebriedad simple.

#### Temporada 2017
Debutó en la Temporada 2017 el 9 de julio por la ida de la primera ronda de la Copa Chile 2017 enfrentando a Deportes La Serena en el Estadio La Portada, en un discreto partido del jugador al igual que el equipo cayeron goleados por un contundente 4-1 ante un equipo de la Primera B. Días después de la goleada sufrida ante La Serena y luego de semanas de negociaciones, el 19 de juliofichó por el Atlético Paranaense de Brasil.

### Atlético Paranaense
Tras excelentes campañas en Colo-Colo, cuadro donde se consolidó como titular indiscutido en el centro del campo de juego, y luego de una serie de negociaciones frustradas con diversos equipos, en julio de 2017 se confirmó su traspaso al Atlético Paranaense de la Serie A de Brasil, equipo que compró el 60% de su carta por 700 mil dólares y donde firmó un contrato por tres años.
Debutó en el conjunto de Río de Janeiro el 31 de julio en la visita de su escuadra ante Vaso da Gama por la 17° fecha del Brasileirao 2017, partido que terminó en victoria 0 a 1 en favor de Atlético Paranaense, y en que fue titular disputando los 90' de juego.
Jugó los 2 primeros partidos del Paranaense en la Copa Sudamericana 2018, ante Newell's Old Boys (victoria 3-0 y derrota 1-2) donde luego retorna a Colo-Colo. Paranaense obtiene el título de la Copa Sudamericana, teniendo como campeón a Pavez por jugar los dos primeros partidos.

### Al-Nasr
El segundo semestre del 2019 deja nuevamente el cuadro albo y parte a Medio Oriente a las filas del Al-Nasr.

### Tijuana
Tras rescindir su contrato con el club emiratí, en noviembre del 2020 se hace oficial su fichaje por el Club Tijuana mexicano, en donde se reencuentra con Pablo Guede tras haber coincidido en Colo Colo.

## Selección nacional

### Selecciones menores
En octubre de 2005, fue convocado por el DT José Sulantay para formar parte de la Selección Sub-15 en el Sudamericano Sub-15 en Bolivia. Chile quedó en el Grupo A y Pavez disputó solamente el último partido el 31 de octubre frente a Perú, el cual terminó 1-1. Como resultado, Chile quedó eliminado en la fase de grupos tras obtener solo 2 puntos.
Tras disputar algunos amistosos, en marzo de 2007, Sulantay le volvió a convocar, esta vez para ser parte de la Selección Sub-17 en el Sudamericano Sub-17 en Ecuador, que otorgaba pasajes al Mundial Sub-17 2007 a disputarse en Corea del Sur Su selección quedó en el Grupo A y Pavez disputó el primer partido frente a Ecuador el 6 de marzo, siendo derrotados por 1-0. En el segundo partido con Pavez de titular, Chile venció por 3-1 a Perú. Sin embargo, no disputó los 2 siguientes partidos que acabaron en derrotas frente a Brasil y Bolivia, quedando en el último lugar del Grupo A con 3 puntos y sin lograr la clasificación al Mundial.
En el 2010 fue nominado a la selección nacional de futsal que disputará el sudamericano de la categoría sub-20, donde su equipo no logró superar la fase grupal al no ganar ningún partido.

#### Participaciones en Sudamericanos
| Torneo                      | Sede                | Resultado           | Partidos | Goles |
| --------------------------- | ------------------- | ------------------- | -------- | ----- |
| Sudamericano Sub-15 de 2005 | Bolivia             | Primera fase        | 1        | 0     |
| Sudamericano Sub-17 de 2007 | Ecuador             | Primera fase        | 2        | 0     |
| Total de su carrera         | Total de su carrera | Total de su carrera | 3        | 0     |

### Selección absoluta
En mayo de 2011, Claudio Borghi lo incluyó en una nómina de jugadores categoría sub-25 que fue sparring de la selección mayor de cara a la Copa América 2011, la cual estuvo compuesta únicamente con jugadores de Primera B.
El 16 de enero de 2014, fue convocado por el entrenador Jorge Sampaoli para disputar un compromiso amistoso frente a Costa Rica en la ciudad de Coquimbo. En dicho partido, jugado el 22 de enero, realizó su debut con la selección adulta, siendo titular en la victoria chilena por 4 a 0, duelo en que fue reemplazado en el entretiempo por Fernando Meneses.
En marzo de 2016, fue convocado de emergencia por Juan Antonio Pizzi, junto a Diego Valdés, para suplir las bajas de Matías Fernández y Marcelo Díaz, de cara a disputar el partido válido por la 6° fecha de las Clasificatorias Rusia 2018 ante Venezuela en Barinas, encuentro en el cual se mantuvo en el banco de suplentes y no ingresó.
Tras sus buenas actuaciones en Atlético Paranaense, club donde se consolidó rápidamente como titular en el centro del campo, fue convocado a último momento (luego de la suspensión de Arturo Vidal) para afrontar la 18° fecha de las Clasificatorias Sudamericanas a disputarse el día 10 de octubre de 2017 ante Brasil, compromiso donde permaneció en el banco de suplentes y en que Chile fue derrotado por 3 a 0, no logrando clasificar a la Copa del Mundo Rusia 2018.

#### China Cup 2017
Sus grandes actuaciones en Colo-Colo hicieron que, a fines de 2016, fuera nominado por Juan Antonio Pizzi para formar parte del equipo que disputaría la China Cup en enero de 2017. En el debut de su selección en aquel certamen el día 11 de enero, jugó un gran partido en el 1 a 1 frente a Croacia, duelo que finalmente Chile terminó ganando en tanda de penales por 4-1, clasificando así a la final del torneo. Pavez ingresó como titular y fue reemplazado al minuto 90+1' por Rafael Caroca, volviendo a jugar por la selección chilena después de tres años. El 15 de enero, fue de la partida, haciendo dupla con Carlos Carmona en el mediocampo, y disputó los 90' en la final contra Islandia, la cual terminarían ganando 1-0, coronándose así campeón.

#### Participaciones en Clasificatorias a Copas del Mundo
| Eliminatorias                   | Sede       | Resultado   | Posición | Partidos | Goles | Asis. |
| ------------------------------- | ---------- | ----------- | -------- | -------- | ----- | ----- |
| Eliminatorias Rusia 2018        | Sudamérica | Eliminado   | 6° lugar | 0        | 0     | 0     |
| Eliminatorias Catar 2022        | Sudamérica | Eliminado   | 7° lugar | 1        | 0     | 0     |
| Eliminatorias Norteamérica 2026 | Sudamérica | Por definir |          | 0        | 0     | 0     |
| Total                           | Total      | Total       | Total    | 1        | 0     | 0     |

### Participaciones en Copa América
| Torneo            | Sede           | Resultado      | Partidos | Goles |
| ----------------- | -------------- | -------------- | -------- | ----- |
| Copa América 2019 | Brasil         | Cuarto lugar   | 1        | 0     |
| Copa América 2024 | Estados Unidos | Fase de grupos | 0        | 0     |

### Partidos internacionales
Actualizado hasta el 26 de marzo de 2024.
| 1     | 22 de enero de 2014      | Estadio Francisco Sánchez Rumoroso, Coquimbo, Chile | Chile          | 4-0      | Costa Rica |   | Amistoso                     |
| 2     | 11 de enero de 2017      | Guangxi Sports Center, Nanning, China               | Chile          | 1-1 4-1p | Croacia    |   | China Cup 2017               |
| 3     | 15 de enero de 2017      | Guangxi Sports Center, Nanning, China               | Islandia       | 0-1      | Chile      |   | China Cup 2017               |
| 4     | 26 de marzo de 2019      | BBVA Compass Stadium, Houston, Estados Unidos       | Estados Unidos | 1-1      | Chile      |   | Amistoso                     |
| 5     | 6 de junio de 2019       | Estadio La Portada, La Serena, Chile                | Chile          | 2-1      | Haití      |   | Amistoso                     |
| 6     | 28 de junio de 2019      | Arena Corinthians, São Paulo, Brasil                | Colombia       | 0-0 4-5p | Chile      |   | Copa América 2019            |
| 7     | 12 de octubre de 2019    | Estadio José Rico Pérez, Alicante, España           | Colombia       | 0-0      | Chile      |   | Amistoso                     |
| 8     | 15 de octubre de 2019    | Estadio José Rico Pérez, Alicante, España           | Chile          | 3-2      | Guinea     |   | Amistoso                     |
| 9     | 24 de marzo de 2022      | Estadio de Maracaná, Río de Janeiro, Brasil         | Brasil         | 4-0      | Chile      |   | Clasificatorias a Catar 2022 |
| 10    | 27 de septiembre de 2022 | Estadio Franz Horr, Viena, Austria                  | Catar          | 2-2      | Chile      |   | Amistoso                     |
| 11    | 20 de noviembre de 2022  | Tehelné pole, Bratislava, Eslovaquia                | Eslovaquia     | 0-0      | Chile      |   | Amistoso                     |
| 12    | 22 de marzo de 2024      | Estadio Ennio Tardini, Parma, Italia                | Albania        | 0-3      | Chile      |   | Amistoso                     |
| 13    | 26 de marzo de 2024      | Stade Vélodrome, Marsella, Francia                  | Francia        | 3-2      | Chile      |   | Amistoso                     |
| Total | Total                    | Total                                               | Presencias     | 13       | Goles      | 0 |                              |

| Selección chilena | Selección chilena | Selección chilena |
| Año               | Partidos          | Goles             |
| ----------------- | ----------------- | ----------------- |
| 2014              | 1                 | 0                 |
| 2017              | 2                 | 0                 |
| 2019              | 5                 | 0                 |
| 2022              | 2                 | 0                 |
| 2024              | 2                 | 0                 |
| Total             | 10                | 0                 |

## Estadísticas
| Club                         | Div.             | Temporada        | Liga  | Liga  | Liga   | Copas nacionales | Copas nacionales | Copas nacionales | Torneos internacionales | Torneos internacionales | Torneos internacionales | Total | Total | Total  |
| Club                         | Div.             | Temporada        | Part. | Goles | Asist. | Part.            | Goles            | Asist.           | Part.                   | Goles                   | Asist.                  | Part. | Goles | Asist. |
| ---------------------------- | ---------------- | ---------------- | ----- | ----- | ------ | ---------------- | ---------------- | ---------------- | ----------------------- | ----------------------- | ----------------------- | ----- | ----- | ------ |
| Colo-Colo · Chile            | 1.ª              | 2009             | 7     | 0     | 0      | —                | —                | —                | —                       | —                       | —                       | 7     | 0     | 0      |
| Rangers · Chile              | 2.ª              | 2010             | 2     | 0     | 0      | —                | —                | —                | —                       | —                       | —                       | 2     | 0     | 0      |
| Rangers · Chile              | Total club       | Total club       | 2     | 0     | 0      | 0                | 0                | 0                | 0                       | 0                       | 0                       | 2     | 0     | 0      |
| San Marcos de Arica · Chile  | 2.ª              | 2011             | 29    | 1     | 1      | 2                | 0                | 0                | —                       | —                       | —                       | 31    | 1     | 1      |
| San Marcos de Arica · Chile  | Total club       | Total club       | 29    | 1     | 1      | 2                | 0                | 0                | 0                       | 0                       | 0                       | 31    | 1     | 1      |
| Unión Temuco · Chile         | 2.ª              | 2012             | 30    | 1     | 0      | 3                | 1                | 0                | —                       | —                       | —                       | 33    | 2     | 0      |
| Unión Temuco · Chile         | Total club       | Total club       | 30    | 1     | 0      | 3                | 1                | 0                | 0                       | 0                       | 0                       | 33    | 2     | 0      |
| Colo-Colo 'B' · Chile        | 3.ª              | 2013             | 2     | 0     | 0      | —                | —                | —                | —                       | —                       | —                       | 2     | 0     | 0      |
| Colo-Colo 'B' · Chile        | Total club       | Total club       | 2     | 0     | 0      | 0                | 0                | 0                | 0                       | 0                       | 0                       | 2     | 0     | 0      |
| Colo-Colo · Chile            | 1.ª              | 2013             | 13    | 2     | 0      | —                | —                | —                | —                       | —                       | —                       | 13    | 2     | 0      |
| Colo-Colo · Chile            | 1.ª              | 2013-14          | 34    | 2     | 3      | 7                | 0                | 1                | 4                       | 0                       | 0                       | 45    | 2     | 4      |
| Colo-Colo · Chile            | 1.ª              | 2014-15          | 31    | 3     | 2      | 6                | 0                | 0                | 4                       | 0                       | 0                       | 41    | 3     | 2      |
| Colo-Colo · Chile            | 1.ª              | 2015-16          | 22    | 2     | 1      | 13               | 0                | 1                | 6                       | 0                       | 0                       | 41    | 2     | 2      |
| Colo-Colo · Chile            | 1.ª              | 2016-17          | 24    | 0     | 0      | 8                | 0                | 0                | 2                       | 0                       | 0                       | 34    | 0     | 0      |
| Colo-Colo · Chile            | 1.ª              | 2017             | —     | —     | —      | 1                | 0                | 0                | —                       | —                       | —                       | 1     | 0     | 0      |
| Atlético Paranaense · Brasil | 1.ª              | 2017             | 21    | 0     | 0      | —                | —                | —                | —                       | —                       | —                       | 21    | 0     | 0      |
| Atlético Paranaense · Brasil | 1.ª              | 2018             | 7     | 0     | 0      | 5                | 0                | 0                | 2                       | 0                       | 0                       | 14    | 0     | 0      |
| Atlético Paranaense · Brasil | Total club       | Total club       | 28    | 0     | 0      | 5                | 0                | 0                | 2                       | 0                       | 0                       | 35    | 0     | 0      |
| Colo-Colo · Chile            | 1.ª              | 2018             | 12    | 0     | 1      | —                | —                | —                | 3                       | 0                       | 0                       | 15    | 0     | 1      |
| Colo-Colo · Chile            | 1.ª              | 2019             | 14    | 3     | 1      | —                | —                | —                | 2                       | 0                       | 0                       | 16    | 3     | 1      |
| Al-Nasr · EAU                | 1.ª              | 2019-20          | 18    | 2     | 0      | 3                | 0                | 0                | —                       | —                       | —                       | 21    | 2     | 0      |
| Al-Nasr · EAU                | Total club       | Total club       | 18    | 2     | 0      | 3                | 0                | 0                | 0                       | 0                       | 0                       | 21    | 2     | 0      |
| C. Tijuana · México          | 1.ª              | 2021             | 15    | 0     | 0      | —                | —                | —                | —                       | —                       | —                       | 15    | 0     | 0      |
| C. Tijuana · México          | 1.ª              | 2021-22          | 17    | 0     | 1      | —                | —                | —                | —                       | —                       | —                       | 17    | 0     | 1      |
| C. Tijuana · México          | Total club       | Total club       | 32    | 0     | 1      | 0                | 0                | 0                | 0                       | 0                       | 0                       | 32    | 0     | 1      |
| Colo-Colo · Chile            | 1.ª              | 2022             | 28    | 1     | 4      | 4                | 0                | 1                | 8                       | 1                       | 0                       | 40    | 2     | 5      |
| Colo-Colo · Chile            | 1.ª              | 2023             | 26    | 1     | 0      | 7                | 0                | 1                | 8                       | 0                       | 0                       | 41    | 1     | 1      |
| Colo-Colo · Chile            | 1.ª              | 2024             | 22    | 1     | 3      | 4                | 0                | 1                | 14                      | 0                       | 0                       | 40    | 1     | 4      |
| Colo-Colo · Chile            | 1.ª              | 2025             | 16    | 0     | 0      | 5                | 0                | 0                | 6                       | 0                       | 0                       | 27    | 0     | 0      |
| Colo-Colo · Chile            | Total club       | Total club       | 249   | 15    | 15     | 55               | 0                | 5                | 57                      | 1                       | 0                       | 361   | 16    | 20     |
| Total en carrera             | Total en carrera | Total en carrera | 390   | 19    | 17     | 68               | 1                | 5                | 59                      | 1                       | 0                       | 517   | 21    | 22     |
| 1. 2. 3.                     |                  |                  |       |       |        |                  |                  |                  |                         |                         |                         |       |       |        |

## Palmarés

### Campeonatos regionales
| Título                | Equipo              | País   | Año  |
| --------------------- | ------------------- | ------ | ---- |
| Campeonato Paranaense | Atlético Paranaense | Brasil | 2018 |

### Campeonatos nacionales
| Título             | Equipo             | País            | Año     |
| ------------------ | ------------------ | --------------- | ------- |
| Primera División   | C. S. D. Colo-Colo | Chile           | 2009-C  |
| Primera División   | C. S. D. Colo-Colo | Chile           | 2014-C  |
| Primera División   | C. S. D. Colo-Colo | Chile           | 2015-A  |
| Copa Chile         | C. S. D. Colo-Colo | Chile           | 2016    |
| Copa de Liga       | Al-Nasr            | Emiratos Árabes | 2019-20 |
| Supercopa de Chile | C. S. D. Colo-Colo | Chile           | 2022    |
| Primera División   | C. S. D. Colo-Colo | Chile           | 2022    |
| Copa Chile         | C. S. D. Colo-Colo | Chile           | 2023    |
| Primera División   | C. S. D. Colo-Colo | Chile           | 2024    |
| Supercopa de Chile | C. S. D. Colo-Colo | Chile           | 2024    |

### Campeonatos internacionales
| Título            | Equipo              | País   | Año  |
| ----------------- | ------------------- | ------ | ---- |
| Copa Sudamericana | Atlético Paranaense | Brasil | 2018 |

### Distinciones individuales
| Distinción                                 | Año  |
| ------------------------------------------ | ---- |
| Equipo ideal del año en la Gala Crack Easy | 2022 |
| Equipo ideal del año en la Gala Crack Easy | 2024 |

### Capitán de Colo-Colo
| Predecesor: Gabriel Suazo | Capitán de Colo-Colo 2023 - presente | Sucesor: |